# Пливање на Летњим олимпијским играма 1904 — 440 јарди прсно за мушкарце
Пливачака дисциплина 440 јарди (402,34 м) прсно за мушкарце била је једна од десет пливачких дисциплина на програму Летњих олимпијских игара 1904. у Сент Луису. Пошто је ово било једино пливачко такмичење у историји олимпијског пливања у којем су се поједине деонице мериле у јардима, то је и ова дисциплина први и једини пут била на олимпијском програму.
Такмичење је одржано 7. септембра 1904. Учествовала су четири пливача из 2 земље.

## Земље учеснице
- Немачка (3)
- САД (1)

## Победници
|                          |                      |                |
| Георг Цахаријас, Немачка | Валтер Брак, Немачка | Jam Handy, САД |

## Финале
Због малог броја учесника није било предтакмичења, па су сва четворица директно учествовали у финалу.
|    | Георг Цахаријас, Немачка | 7:23,6 |
|    | Валтер Брак, Немачка     | неп.   |
|    | Jam Handy, САД           | неп.   |
| 4. | Георг Хофман, Немачка    | неп.   |